# Otto Åstrand
Otto Åstrand, född den 11 maj 1822 i Livgardet till häst församling, Stockholm, död den 13 maj 1870 i Stockholm, var lärare vid avdelningen för blinda på Manillaskolan i Stockholm. 

## Biografi
Åstrand var son till gardisten Gustaf Åstrand och hans hustru Eva Wahlström.
Han konstruerade flera olika hjälpmedel för blinda varav en skrivapparat för tre sorters blindskrift (Moolska, braillska och catinska systemet) som användes vid blindskolorna fram till 1925. Åstrand vann pris i Dublin för skrivapparaten och förärades med konungens medalj i guld för medborgerlig förtjänst.
Han tilldelades Litteris et Artibus 1867.
Åstrand var gift med Ida Åstrand (född Waller), tillika  lärare vid avdelningen för blinda på Manillaskolan i Stockholm, samt far till blindskolepedagogen Gustaf Åstrand rektor vid Tomteboda blindinstitut.